# Marco Giunio Silano (console 25 a.C.)
Marco Giunio Silano, in latino Marcus Junius D. f. M. n. Silanus, (fl. I secolo a.C.), è stato un politico romano, console nel 25 a.C. con l'imperatore Augusto.

## Biografia
Marco Giunio Silano era un discendente della nobile casa romana dei Giuni Silani. Probabilmente era il figlio di Decimo Giunio Silano, console nel 62 a.C., e Servilia, e forse era il nipote di Marco Giunio Silano, console nel 109 a.C.. Era il cognato di Marco Emilio Lepido, il triumviro. Silano servì come uno dei legati di Giulio Cesare nel 53 a.C. Sostenne il cognato Lepido nel 44 a.C. dopo l'assassinio di Cesare, accompagnandolo sulle Alpi. L'anno successivo Lepido lo inviò a Modena da Marco Antonio con un distaccamento di truppe, ma poi non si assunse la responsabilità per l'aiuto che Silano diede al generale. Dopo la caduta in disgrazia agli occhi dei triumviri, nel 39 si rifugiò da Sesto Pompeo. Poté tornare al servizio di Antonio grazie al Patto di Miseno. Silano servì poi sotto Antonio in Grecia e Macedonia 34-32, con il titolo di Questore proconsole o forse Proquestore. In questo periodo fu anche eletto augure.
Prima della battaglia di Azio, Silano si avvicinò ad Ottaviano. Il futuro imperatore lo elevò al patriziato nel 30 a.C., e tenne il consolato insieme con lui nel 25.
Il nipote di Silano, Marco Giunio Silano Torquato, fu console nel 19 d.C., e sposò una pronipote di Augusto.